# 李晓峰 (主持人)
李晓峰（1982年7月17日—） ，中国女藝人、主持人。2006年開始主持綜藝節目《剧风行动》，主演的電影有《芳華》和《花椒之味》等作品。

## 外部連結
- 李晓峰的新浪微博